# Scharfe Biester im Gruselschloss
Scharfe Biester im Gruselschloss ist eine Pornofilm-Parodie des Regisseurs Jim Enright, die zunächst als Video im Jahr 2001 vom Studio Sin City und später von dem Studio Blue Movie im Jahr 2018 als DVD veröffentlicht wurde.

## Handlung
Der erfolglose Tierarzt William (Willy) Wankenstein erfährt, dass er Nachkomme einer legendären Wissenschaftlerlinie ist und dadurch ein Schloss in Osteuropa geerbt hat. Dort erwarten ihn nicht nur der buckelige Diener Egon, sondern auch die scharfe Assistentin Inga, die sexuell ausgehungerte Haushälterin Frau Schupter und die halbmenschliche Sexmaschine Mel. Es kommt zu diversen aufregenden Experimenten.

## Hintergrund
Der Film enthält Anleihen an die Frankenstein-Filme, insbesondere eine Parodie auf Mel Brooks’ Young Frankenstein aus dem Jahr 1974. Es ist eine parodistische Mischung aus Sex- und Gruselfilm, die im Originaltitel Hung Wankenstein mehrere Wortspiele enthält. In dem Buch Pornography: Film and Culture aus dem Jahr 2006 wird der Film auf den Seiten 197–199 im Kapitel „Comedy and Porn“ und die komödiantischen Elemente im Kontext von Pornokonventionen ausführlich besprochen.

## Rezeption

### Kritik
Der Filmdienst beurteilt den Film als „‚Trash‘-Mischung aus Erotik- und Gruselfilm.“

### Auszeichnungen
- 2001 – Editor’s Pick Adult DVD Empire